# Cristian Nazarit
Cristian Nazarit (født 13. august 1990) er en colombiansk fodboldspiller.